# Spiegelparadoxon

Spiegeleffekt

Das Spiegelparadoxon ist ein Paradoxon, das durch diese Frage beschrieben wird: „Warum vertauscht das Spiegelbild rechts und links, aber nicht oben und unten?“
Tatsächlich „vertauscht“ ein Spiegel vorn und hinten; damit ist das Spiegelbild umgestülpt – das Gehirn interpretiert das bei einem stehenden Spiegel als Rechts-links-Vertauschung, bei einem liegenden Spiegel als Oben-unten-Vertauschung. Die Paradoxon-Frage ist also nur für stehende Spiegel sinnvoll.
Ein Spiegel vertauscht auch die wahrgenommene Drehrichtung.

## Philosophische Erklärung
Tatsächlich „vertauschen“ Spiegel nicht, sie reflektieren. Der Philosoph und Erkenntnistheoretiker Umberto Eco nannte das die „Pragmatik des Spiegels“ und stellt fest, dass „wir falsch über den Spiegel sprechen“, das Paradoxon also eigentlich sprachlicher Natur sei.